# Tennessee (fiume)
Il Tennessee è un fiume degli Stati Uniti, principale affluente del fiume Ohio.

## Descrizione
Il fiume Tennessee, dalla lunghezza di 1049 km, si forma a est di Knoxville (nello Stato del Tennessee) dalla confluenza dei fiumi Holston e French Broad che nascono nella catena degli Appalachi. Da Knoxville scorre in direzione sud-ovest e dopo aver bagnato Chattanooga entra in Alabama. Attraversa lo Stato dell'Alabama e ne segna una parte del confine con lo Stato del Mississippi. Scorre nuovamente in Tennessee, attraversandolo da sud a nord ed entra in Kentucky defluendo verso la valle del fiume Ohio in cui sfocia nei pressi di Paducah.

## Dighe
Il fiume è stato sbarrato da numerose dighe. Per sviluppare la valle attraversata dal fiume (una delle più povere degli Stati Uniti negli anni 30), fu costituita l'agenzia governativa Tennessee Valley Authority che ha promosso la costruzione di una serie di dighe sul fiume Tennessee e sui suoi affluenti con lo scopo di produrre elettricità per promuovere l'industrializzazione e per irrigare la valle.

## Affluenti
Affluenti del fiume Tennessee elencati in ordine dalla foce alle sorgenti. 
- Big Sandy River (Tennessee)
- Duck (Tennessee)
- Beech (Tennessee)
- Bear Creek (Alabama, Tennessee)
- Elk (Tennessee, Alabama)
- Flint Creek (Alabama)
- Limestone Creek (Alabama, Tennessee)
- Indian Creek (Alabama)
- Flint (Alabama, Tennessee)
- Paint Rock (Alabama, Tennessee)
- Sequatchie (Tennessee)
- Hiwassee (Tennessee, North Carolina)
- Piney (Tennessee)
- Clinch (Tennessee, Virginia)
- Little Tennessee (Tennessee, North Carolina)
- Little River (Tennessee)
- French Broad
- Holston (Tennessee)